# Американський інститут кіномистецтва

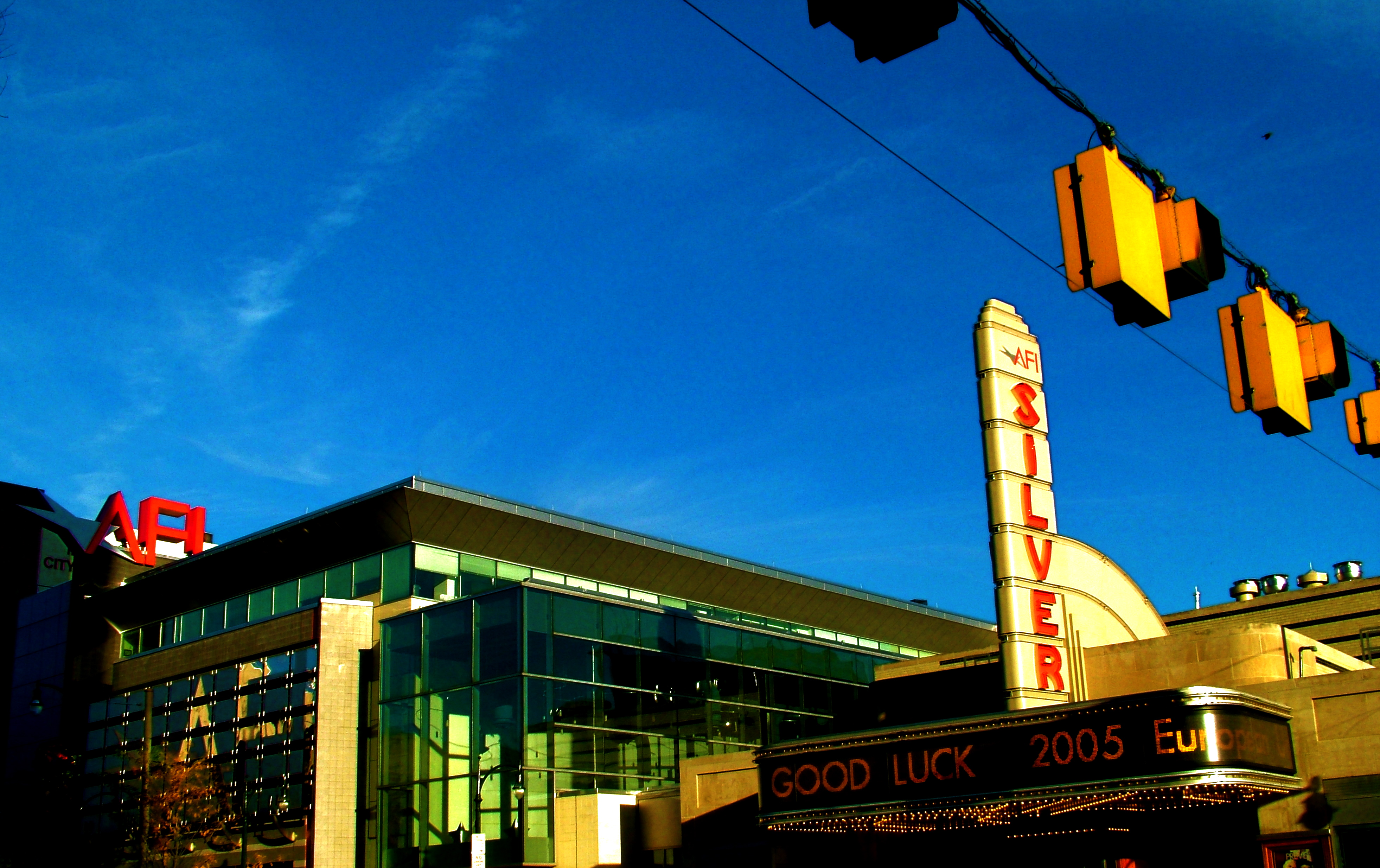
Кінотеатр AFI Silver

Американський інститут кіномистецтва (англ. The American Film Institute, AFI) — незалежна некомерційна організація, створена Національним фондом мистецтв в 1967 році, коли президент Ліндон Джонсон підписав закон про Національний фонд мистецтв і гуманітарних наук. Штаб-квартира організації знаходиться в Лос-Анджелесі.

## Історія
Першим головним виконавчим директором і керуючим був Джордж Стівенс-молодший. Від 1980 року ці дві посади займає Джин Пікер Фірстенберг.
1973 року інститут заснував премію Life Achievement Award.
1987 року інститут організував власний кінофестиваль (AFI Fest), який відтоді проводиться щорічно. Фестиваль Американського інституту кіномистецтва став першим у США, що одержав акредитацію FIAPF.
1998 року, в столітній ювілей американського кінематографа, інститут, щоб підвищити інтерес до історії кіно, почав цикл AFI 100 Years… («AFI 100 років…»). Цикл чимало критикували за непослідовність: деякі фільми повторно потрапили до кількох категорій, незважаючи на думки кінокритиків і фанатів, а іноді навіть і самі жанри фільмів.
Інститут також займається збереженням старих кіноплівок, схильних до руйнування.
У квітні 2003 року в Сілвер-Спрінг (Меріленд), близько Вашингтона, інститут відкрив після реставрації кінотеатр AFI Silver.
Один з напрямків роботи інституту — виробництво освітніх і наочних відеоматеріалів для учнів шкіл. Попри назву, інститут спеціалізується не тільки на кінофільмах, але також на телебаченні та відео.